# صندوق النقد الدولي
صندوق النقد الدولي هو مؤسسة مالية دولية مقرّها العاصمة الأمريكية واشنطن، ويتألف أعضاؤها من 190 دولة. الأهداف المعلنة من صندوق النقد الدولي هي «العمل على رعاية التعاون النقدي الدولي، والحفاظ على الاستقرار المالي، وتسهيل التجارة الدولية، والحثّ على رفع معدلات التوظيف والنمو الاقتصادي المستدام، وتقليص الفقر في مختلف أنحاء العالم». تأسس صندوق النقد الدولي في عام 1944، وبدأ عمله في 27 ديسمبر عام 1945 في مؤتمر بريتون وودز انطلاقًا من أفكار الاقتصاديّيَن هاري ديكستر وايت وجون مينارد كينز، ثم بدأ الوجود الرسمي لصندوق النقد الدولي في عام 1956 عندما شاركت 29 دولة في تأسيسه بهدف إعادة هيكلة النظام المالي الدولي. يلعب صندوق النقد دورًا مركزيًا اليوم في إدارة مشكلات ميزان المدفوعات والأزمات المالية العالمية. تساهم الدول في تمويل احتياطات الصندوق عبر نظام الحصص الذي يسمح للدول باقتراض المال عندما تواجه مشكلات في ميزان المدفوعات. في عام 2016، كان لدى صندوق النقد الدولي حقوق سحبٍ خاصة بقيمة 477 مليار (ما يعادل 667 مليار دولار أمريكي).
يعمل صندوق النقد الدولي على تحسين جودة اقتصادات الدول الأعضاء عبر التمويل النقدي والنشاطات الأخرى مثل جمع الإحصائيات والتحليلات ومراقبة اقتصادات تلك الدول، ومطالبتها بتطبيق بعض السياسات. أهداف المنظمة مُوضّحة في بنود الاتفاقية، وهي: تحفيز التعاون النقدي الدولي والتجارة الدولية، والحفاظ على معدلات التوظيف المرتفعة واستقرار سعر الصرف، وتحفيز النمو الاقتصادي، وإتاحة الموارد للدول الأعضاء في أوقات الأزمات المالية. يأتي تمويل صندوق النقد الدولي من مصدرين رئيسين: الحصص والقروض. الحصص هي صناديق تمويل مشتركة بين الدول الأعضاء، وهي التي تولّد النسبة الأكبر من تمويل الصندوق. يتوقف حجم حصة الدولة على حجم اقتصادها وأهميتها المالية في العالم، وهكذا يكون للدول ذات الاقتصادات الكبرى حصة أكبر بكثير من غيرها. تجري زيادة حصص الدول دوريًا باعتبارها وسيلةً لدعم موارد صندوق النقد الدولي على هيئة حقوق سحبٍ خاصة.
تشغل الاقتصادية البلغارية كريستالينا جورجيفا منصب المدير العام الحالي لصندوق النقد ورئيسة صندوق النقد الدولي، وهو المنصب الذي شغلته منذ 1 أكتوبر عام 2019. عُيّنت غيتا غوبيناث، وهي إحدى كبار الاقتصاديين، في منصب النائب الأول للمدير العام، وبدأت عملها رسميًا في 21 يناير عام 2022. عملت غوبيناث قبل تعيينها في منصب مستشار اقتصادي لرئيس وزراء ولاية كيرلا في الهند، وحلّ بيير-أوليفر غوران شاس محلّها في منصب كبير الاقتصاديين في 24 يناير 2022.

## نشأة الصندوق
أُنشأ صندوق النقد الدولي مع نهاية الحرب العالمية الثانية في سياق السعي لبناء نظام اقتصادي دولي جديد أكثر استقرارا وتجنبا لأخطاء العقود السابقة التي أسفرت عن خسائر فادحة، وعلى مدى السبعين عاما الماضية. ظل الصندوق في حالة تغير وتكيف دائمة، غير أنه تشكل منذ إنشائه بفعل أحداث التاريخ وتأثر بالأفكار الاقتصادية والسياسية السائدة على مر السنين.
وحين اجتمع أعضاء وفود 44 بلدا في بريتون وودز بولاية نيوهامبشير في يوليو 1944 لإنشاء مؤسستين تحكمان العلاقات الاقتصادية الدولية في أعقاب الحرب العالمية الثانية، كان تركيزهم منصبا على تجنب تكرار الإخفاقات التي بني بها مؤتمر باريس للسلام الذي وضع نهاية للحرب العالمية الأولى، فرأوا أنّ تأسيس بنك دولي للإنشاء والتعمير من شأنه العمل على استعادة النشاط الاقتصادي، وأنّ إقامة صندوق نقد دولي من شأنه المساعدة في استعادة قابلية تحويل العملات والنشاط التجاري متعدد الأطراف، وبالنسبة لكل من جون ماينارد كينز، رجل الاقتصاد الذي ترأس وفد بريطانيا، وهاري ديكستر وايت، صاحب الإسهام الأكبر في صياغة اتفاقية تأسيس الصندوق ممثلا للوفد الأمريكي، كان المبدأ الحافز لإنشاء الصندوق هو تحقيق النمو الاقتصادي بعد الحرب العالمية الثانية بإنشاء مؤسسة تحول دون الانعكاس إلى هوة الانغلاق والحماية، وليس فقط تجنب تكرار أزمة الكساد الكبير.

## دور الصندوق
صندوق النقد الدولي هو المؤسسة المركزية في النظام النقدي الدولي - أي نظام المدفوعات الدولية وأسعار صرف العملات الذي يسمح بإجراء المعاملات التجارية بين البلدان المختلفة.
ويستهدف الصندوق منع وقوع الأزمات في النظام عن طريق تشجيع البلدان المختلفة على اعتماد سياسات اقتصادية سليمة، كما أنه - كما يتضح من اسمه - صندوق يمكن أن يستفيد من موارده الأعضاء الذين يحتاجون إلى التمويل المؤقت لمعالجة ما يتعرضون له من مشكلات في ميزان المدفوعات.
تتضمن الأهداف القانونية لصندوق النقد الدولي تيسير التوسع والنمو المتوازن في التجارة الدولية، وتحقيق استقرار أسعار الصرف، وتجنب التخفيض التنافسي لقيم العملات، وإجراء تصحيح منظم لاختلالات موازين المدفوعات التي تتعرض لها البلدان.
ولتحقيق هذه الأهداف، يقوم الصندوق بما بلي:
- مراقبة التطورات والسياسات الاقتصادية والمالية في البلدان الأعضاء وعلى المستوى العالمي، وتقديم المشورة بشأن السياسات لأعضائه استناداً إلى الخبرة التي اكتسبها منذ تأسيسه.
- إقراض البلدان الأعضاء التي تمر بمشكلات في موازين مدفوعاتها، ليس فقط لإمدادها بالتمويل المؤقت وإنما أيضاً لدعم سياسات التصحيح والإصلاح الرامية إلى حل مشكلاتها الأساسية.
- تقديم المساعدة الفنية والتدريب في مجالات خبرة الصندوق إلى حكومات البلدان الأعضاء وبنوكها المركزية.

## مجال اختصاص الصندوق
يهتم صندوق النقد الدولي في إشرافه على السياسات الاقتصادية للبلدان الأعضاء بأداء الاقتصاد ككل - وهو ما يشار إليه في الغالب بأداء الاقتصاد الكلي. ويشمل هذا الأداء الإنفاق الكلي (وعناصره الأساسية مثل الإنفاق الاستهلاكي واستثمارات الأعمال) والناتج وتوظيف العمالة والتضخم، وكذلك ميزان المدفوعات في البلد المعني - أي ميزان معاملاته مع بقية العالم.
ويركز الصندوق أساساً على السياسات الاقتصادية الكلية للبلدان - أي السياسات المتعلقة بميزان الحكومة، وإدارة النقد والائتمان وسعر الصرف - وسياسات القطاع المالي بما في ذلك تنظيم البنوك والمؤسسات المالية الأخرى والرقابة عليها، وإضافة إلى ذلك يوجه صندوق النقد الدولي اهتماماً كافياً للسياسات الهيكلية التي تؤثر على أداء الاقتصاد الكلي - بما في ذلك سياسات سوق العمل التي تؤثر على سلوك التوظيف والأجور، ويقدم الصندوق المشورة لكل بلد عضو حول كيفية تحسين سياسته في هذه المجالات، بما يتيح مزيداً من الفاعلية في السعي لبلوغ أهداف مثل ارتفاع معدل توظيف العمالة، وانخفاض التضخم، وتحقيق النمو الاقتصادي القابل للاستمرار - أي النمو الذي يمكن أن يستمر بغير أن يؤدي إلى مصاعب كالتضخم ومشكلات ميزان المدفوعات.

## أهداف الصندوق
تتمثل أهداف صندوق النقد الدولي فيما يلي:
1. تشجيع التعاون الدولي في الميدان النقدي بواسطة هيئة دائمة تهيئ سبل التشاور والتآزر فيما يتعلق بالمشكلات النقدية الدولية.
2. تيسير التوسع والنمو المتوازن في التجارة الدولية، وبالتالي الإسهام في تحقيق مستويات مرتفعة من العمالة والدخل الحقيقي والمحافظة عليها، وفي تنمية الموارد الإنتاجية لجميع البلدان الأعضاء، على أن يكون ذلك من الأهداف الأساسية لسياستها الاقتصادية.
3. العمل على تحقيق الاستقرار في أسعار الصرف والمحافظة على ترتيبات صرف منتظمة بين البلدان الأعضاء، وتجنب التخفيض التنافسي في قيم العملات.
4. المساعدة على إقامة نظام مدفوعات متعدد الأطراف فيما يتعلق بالمعاملات الجارية بين البلدان الأعضاء، وعلى إلغاء القيود المفروضة على عمليات الصرف والمعرقلة نمو التجارة العالمية.
5. تدعيم الثقة لدى البلدان الأعضاء، متيحاً لها استخدام موارده العامة مؤقتاً بضمانات كافية، كي تتمكن من تصحيح الاختلالات في موازين مدفوعاتها دون اللجوء إلى إجراءات مضرة بالرخاء الوطني أو الدولي.

## صانع القرار في الصندوق
صندوق النقد الدولي مسؤول أمام بلدانه الأعضاء، وهي مسؤولية تمثل عنصراً لازماً لتحقيق فعاليته. ويتولى القيام بأعمال الصندوق اليومية مجلس تنفيذي يمثل البلدان الأعضاء البالغ عددهم 188 بلداً، وهيئة موظفين دوليين يقودهم المدير العام وثلاث نواب للمدير العام، علماً بأن كل عضو في فريق الإدارة يتم اختياره من منطقة مختلفة من العالم. وتأتي الصلاحيات المفوضة للمجلس التنفيذي في تسيير أعمال الصندوق من مجلس المحافظين، صاحب السلطة الإشرافية العليا.
ومجلس المحافظين، الذي يضم ممثلين لكل البلدان الأعضاء، هو صاحب السلطة العليا في إدارة صندوق النقد الدولي، وهو يجتمع في العادة مرة واحدة سنوياً خلال الاجتماعات السنوية لصندوق النقد الدولي والبنك الدولي. ويقوم كل بلد عضو بتعيين محافظ (عادة ما يكون هو وزير المالية أو محافظ البنك المركزي في ذلك البلد) ومحافظ مناوب. ويبت مجلس المحافظين في قضايا السياسات الكبرى، ولكنه فوض المجلس التنفيذي في اتخاذ القرارات المتعلقة بأعمال الصندوق اليومية.
ويجري النظر في قضايا السياسات الأساسية المتعلقة بالنظام النقدي الدولي مرتين سنوياً في إطار لجنة من المحافظين يطلق عليها اسم اللجنة الدولية للشؤون النقدية والمالية، (وهي التي كانت تعرف باسم اللجنة المؤقتة حتى سبتمبر 1999). أما لجنة التنمية، وهي لجنة مشتركة بين مجلس محافظي صندوق النقد الدولي والبنك الدولي، فهي تقدم المشورة إلى المحافظين وترفع إليهم تقاريرها حول سياسات التنمية والمسائل الأخرى التي تهم البلدان النامية.
ويتألف المجلس التنفيذي من 24 مديراً، ويرأسه المدير العام للصندوق، ويجتمع المجلس التنفيذي عادة ثلاث مرات في الأسبوع في جلسات يستغرق كل منها يوماً كاملاً، ويمكن عقد اجتماعات إضافية إذا لزم الأمر، وذلك في مقر الصندوق في واشنطن العاصمة. وتخصص مقاعد مستقلة في المجلس التنفيذي للبلدان المساهمة الخمسة الكبرى وهي الولايات المتحدة واليابان وألمانيا وفرنسا والمملكة المتحدة إلى جانب الصين وروسيا والمملكة العربية السعودية وسويسرا. أما المديرون الستة عشر الآخرون فتتولى انتخابهم مجموعات من البلدان تعرف باسم الدوائر الانتخابية (constituencies) لفترات مدتها عامين.

## الموارد المالية للصندوق
المصدر الرئيسي لموارد صندوق النقد الدولي هو اشتراكات الحصص (أو رأس المال) التي تسددها البلدان عند الانضمام إلى عضوية الصندوق أو في أعقاب المراجعات الدورية التي تزاد فيها الحصص. وتدفع البلدان 25% من اشتراكات حصصها بحقوق السحب الخاصة (الذهب الورقي) و 75% بعملته الوطنية، لأغراض الإقراض حسب الحاجة. وتحدد الحصص ليس فقط مدفوعات الاشتراك المطلوبة من البلد العضو، وإنما أيضاً عدد أصواته وحجم التمويل المتاح له من الصندوق ونصيبه من مخصصات حقوق السحب الخاصة.
والهدف من الحصص عموماً هو أن تكون بمثابة مرآة لحجم البلد العضو النسبي في الاقتصاد العالمي، فكلما ازداد حجم اقتصاد العضو من حيث الناتج وازداد اتساع تجارته وتنوعها، ازدادت بالمثل حصته في الصندوق. والولايات المتحدة الأمريكية، أكبر اقتصاد في العالم، تسهم بالنصيب الأكبر في صندوق النقد الدولي حيث تبلغ حصتها 17.6% من إجمالي الحصص. أما سيشيل، أصغر اقتصاد في العالم، فتسهم بحصة مقدارها 0.004%. وقد بدأ تنفيذ ما خلصت إليه مراجعة الحصص (الحادية عشرة) في يناير 1999، فازدادت الحصص في صندوق النقد الدولي (لأول مرة منذ عام 1990) بمقدار 45% تقريباً لتبلغ 212 مليار وحدة حقوق سحب خاصة (حوالي 290 مليار دولار أمريكي).

## المدير العام للصندوق
منذ عام 1946 تناوب الأشخاص التاليون على منصب المدير العام لصندوق النقد الدولي:
|    | التاريخ                        | الاسم              | الجنسية                  |
| -- | ------------------------------ | ------------------ | ------------------------ |
| 1  | 6 مايو 1946 – 5 مايو 1951      | كميل جوت           | بلجيكا                   |
| 2  | 3 أغسطس 1951 – 3 أكتوبر 1956   | ايفار رووث         | السويد                   |
| 3  | 21 نوفمبر 1956 – 5 مايو 1963   | بير جاكوبسون       | السويد                   |
| 4  | 1 سبتمبر 1963 – 31 أغسطس 1973  | بيير بول شفايتزر   | فرنسا                    |
| 5  | 1 سبتمبر 1973 – 16 يونيو 1978  | يوهان ويتيفين      | هولندا                   |
| 6  | 17 يونيو 1978 – 15 يناير 1987  | جاك دو لاروزيير    | فرنسا                    |
| 7  | 16 يناير 1987 – 14 فبراير 2000 | ميشيل كامديسوس     | فرنسا                    |
|    | 14 فبراير – 30 أبريل 2000      | ستانلي فيشر (مؤقت) | الولايات المتحدة إسرائيل |
| 8  | 1 مايو 2000 – 4 مارس 2004      | هورست كولر         | ألمانيا                  |
|    | 4 مارس – 7 يونيو 2004          | آني كروجر (مؤقت)   | الولايات المتحدة         |
| 9  | 7 يونيو 2004 – 1 نوفمبر 2007   | رودريجو راتو       | إسبانيا                  |
| 10 | 1 نوفمبر 2007 – 18 مايو 2011   | دومينيك ستراوس كان | فرنسا                    |
|    | 15 مايو – 5 يوليو 2011         | جون ليبسكي (مؤقت)  | الولايات المتحدة         |
| 11 | منذ 5 يوليو 2011               | كريستين لاغارد     | فرنسا                    |
| 12 | 1 أكتوبر 2019 -                | كريستينا جورجيفا   | بلغاريا                  |

## حق التصويت
تعتمد قوة التصويت في صندوق النقد الدولي على نظام الحصص. لكل عضو عدد من الأصوات الأساسية (يساوي عدد الأصوات الأساسية لكل عضو 5.502٪ من إجمالي الأصوات)، بالإضافة إلى صوت إضافي لكل حق سحب خاص (SDR) يبلغ 100000 من حصة البلد العضو. حقوق السحب الخاصة هي وحدة حساب صندوق النقد الدولي وتمثل مطالبة بالعملة. يقوم على سلة من العملات الدولية الرئيسية. تولد الأصوات الأساسية انحيازًا طفيفًا لصالح الدول الصغيرة، لكن الأصوات الإضافية التي يحددها (SDR) تفوق هذا التحيز. تتطلب التغييرات في أسهم التصويت موافقة أغلبية فائقة تبلغ 85٪ من قوة التصويت.
| \| مرتبة \| بلد عضو في صندوق النقد الدولي \| الحصة: بالمليون حقوق السحب الخاصة \| الحصة: النسبة المئوية من الإجمالي \| المحافظ \| البديل \| عدد الأصوات \| النسبة من إجمالي الأصوات \| \| ----- \| ----------------------------- \| --------------------------------- \| --------------------------------- \| ----------------------------- \| ----------------------------------------- \| ----------- \| ------------------------ \| \| 1 \| الولايات المتحدة \| 82,994.2 \| 17.42 \| مايكل كابلان (Michael Kaplan) \| شاغر \| 831,394 \| 16.49 \| \| 2 \| اليابان \| 30,820.5 \| 6.47 \| كاتسونوبو كاتو (ja) \| كازو أويدا (ja) \| 309,670 \| 6.15 \| \| 3 \| الصين \| 30,482.9 \| 6.40 \| بان غونغشينغ (zh) \| شوان تشانغنينغ (zh) \| 306,281 \| 6.08 \| \| 4 \| ألمانيا \| 26,634.4 \| 5.59 \| يواخيم ناجل (de) \| لارس كلينغبايل \| 267,796 \| 5.31 \| \| 5 \| فرنسا \| 20,155.1 \| 4.23 \| إريك لومبارد (fr) \| فرانسوا ڤيليروى د جالهاو (fr) \| 203,003 \| 4.03 \| \| 6 \| المملكة المتحدة \| 20,155.1 \| 4.23 \| راتشيل ريڤيس (en) \| اندرو بيلى (en) \| 203,003 \| 4.03 \| \| 7 \| إيطاليا \| 15,070.0 \| 3.16 \| جيانكارلو جيورجيتي \| فابيو بانيتا \| 152,152 \| 3.02 \| \| 8 \| الهند \| 13,114.4 \| 2.75 \| نيرمالا سيترامان \| سانجاي مالهوترا (en) \| 132,596 \| 2.63 \| \| 9 \| روسيا \| 12,903.7 \| 2.71 \| أنطون سيلوانوف \| إلفيرا نابيولينا \| 130,489 \| 2.59 \| \| 10 \| البرازيل \| 11,042.0 \| 2.32 \| فرناندو حداد \| غابرييل غاليبولو (pt) \| 111,872 \| 2.22 \| \| 11 \| كندا \| 11,023.9 \| 2.31 \| فرانسوا فيليب شامبين \| تيف ماكليم (en) \| 111,691 \| 2.22 \| \| 12 \| السعودية \| 9,992.6 \| 2.10 \| محمد عبد الله الجدعان \| أيمن السياري \| 101,378 \| 2.01 \| \| 13 \| إسبانيا \| 9,535.5 \| 2.00 \| كارلوس كويربو \| چوس لويس اسكريڤا بيلمونت (es) \| 96,807 \| 1.92 \| \| 14 \| المكسيك \| 8,912.7 \| 1.87 \| إدغار أمادور زامورا (es) \| فيكتوريا رودريغيز سيجا (es) \| 90,579 \| 1.80 \| \| 15 \| هولندا \| 8,736.5 \| 1.83 \| أولاف سليجبن (nl) \| جاسبر ويسلينغ (Jasper Wesseling) \| 88,817 \| 1.76 \| \| 16 \| كوريا الجنوبية \| 8,582.7 \| 1.80 \| كو يون تشول (ko) \| ري تشانغ يونغ (ko) \| 87,279 \| 1.73 \| \| 17 \| أستراليا \| 6,572.4 \| 1.38 \| جيم تشالمرز \| جيني ويلكنسون (en) \| 67,176 \| 1.33 \| \| 18 \| بلجيكا \| 6,410.7 \| 1.35 \| بيير وونش (fr) \| جان جامبون (fr) \| 65,559 \| 1.30 \| \| 19 \| سويسرا \| 5,771.1 \| 1.21 \| مارتن شليغل (fr) \| كارين كيلر سوتر \| 59,163 \| 1.17 \| \| 20 \| تركيا \| 4,658.6 \| 0.98 \| محمد شمشك \| فاتح كاراهان (tr) \| 48,038 \| 0.95 \| \| 21 \| إندونيسيا \| 4,648.4 \| 0.98 \| پيرى وارچيو (id) \| سري مولياني إندراواتي \| 47,936 \| 0.95 \| \| 22 \| السويد \| 4,430.0 \| 0.93 \| إريك ثيدين (sv) \| جوهانا ليبيك ليليا (Johanna Lybeck Lilja) \| 45,752 \| 0.91 \| \| 23 \| بولندا \| 4,095.4 \| 0.86 \| أندرزي دومانسكي (pl) \| مارتا كيتلي (pl) \| 42,406 \| 0.84 \| \| 24 \| النمسا \| 3,932.0 \| 0.83 \| روبيرت هولزمان (de) \| إيدلترود مؤسسة (Edeltraud Stiftinger) \| 40,772 \| 0.81 \| \| 25 \| سنغافورة \| 3,891.9 \| 0.82 \| غان كيم جونغ \| تشيا دير جيون \| 40,371 \| 0.80 \| |                               |                                   |                                   |                               |                                           |             |                          |
| مرتبة | بلد عضو في صندوق النقد الدولي | الحصة: بالمليون حقوق السحب الخاصة | الحصة: النسبة المئوية من الإجمالي | المحافظ                       | البديل                                    | عدد الأصوات | النسبة من إجمالي الأصوات |
| 1 | الولايات المتحدة              | 82,994.2                          | 17.42                             | مايكل كابلان (Michael Kaplan) | شاغر                                      | 831,394     | 16.49                    |
| 2 | اليابان                       | 30,820.5                          | 6.47                              | كاتسونوبو كاتو                | كازو أويدا                                | 309,670     | 6.15                     |
| 3 | الصين                         | 30,482.9                          | 6.40                              | بان غونغشينغ                  | شوان تشانغنينغ                            | 306,281     | 6.08                     |
| 4 | ألمانيا                       | 26,634.4                          | 5.59                              | يواخيم ناجل                   | لارس كلينغبايل                            | 267,796     | 5.31                     |
| 5 | فرنسا                         | 20,155.1                          | 4.23                              | إريك لومبارد                  | فرانسوا ڤيليروى د جالهاو                  | 203,003     | 4.03                     |
| 6 | المملكة المتحدة               | 20,155.1                          | 4.23                              | راتشيل ريڤيس                  | اندرو بيلى                                | 203,003     | 4.03                     |
| 7 | إيطاليا                       | 15,070.0                          | 3.16                              | جيانكارلو جيورجيتي            | فابيو بانيتا                              | 152,152     | 3.02                     |
| 8 | الهند                         | 13,114.4                          | 2.75                              | نيرمالا سيترامان              | سانجاي مالهوترا                           | 132,596     | 2.63                     |
| 9 | روسيا                         | 12,903.7                          | 2.71                              | أنطون سيلوانوف                | إلفيرا نابيولينا                          | 130,489     | 2.59                     |
| 10 | البرازيل                      | 11,042.0                          | 2.32                              | فرناندو حداد                  | غابرييل غاليبولو                          | 111,872     | 2.22                     |
| 11 | كندا                          | 11,023.9                          | 2.31                              | فرانسوا فيليب شامبين          | تيف ماكليم                                | 111,691     | 2.22                     |
| 12 | السعودية                      | 9,992.6                           | 2.10                              | محمد عبد الله الجدعان         | أيمن السياري                              | 101,378     | 2.01                     |
| 13 | إسبانيا                       | 9,535.5                           | 2.00                              | كارلوس كويربو                 | چوس لويس اسكريڤا بيلمونت                  | 96,807      | 1.92                     |
| 14 | المكسيك                       | 8,912.7                           | 1.87                              | إدغار أمادور زامورا           | فيكتوريا رودريغيز سيجا                    | 90,579      | 1.80                     |
| 15 | هولندا                        | 8,736.5                           | 1.83                              | أولاف سليجبن                  | جاسبر ويسلينغ (Jasper Wesseling)          | 88,817      | 1.76                     |
| 16 | كوريا الجنوبية                | 8,582.7                           | 1.80                              | كو يون تشول                   | ري تشانغ يونغ                             | 87,279      | 1.73                     |
| 17 | أستراليا                      | 6,572.4                           | 1.38                              | جيم تشالمرز                   | جيني ويلكنسون                             | 67,176      | 1.33                     |
| 18 | بلجيكا                        | 6,410.7                           | 1.35                              | بيير وونش                     | جان جامبون                                | 65,559      | 1.30                     |
| 19 | سويسرا                        | 5,771.1                           | 1.21                              | مارتن شليغل                   | كارين كيلر سوتر                           | 59,163      | 1.17                     |
| 20 | تركيا                         | 4,658.6                           | 0.98                              | محمد شمشك                     | فاتح كاراهان                              | 48,038      | 0.95                     |
| 21 | إندونيسيا                     | 4,648.4                           | 0.98                              | پيرى وارچيو                   | سري مولياني إندراواتي                     | 47,936      | 0.95                     |
| 22 | السويد                        | 4,430.0                           | 0.93                              | إريك ثيدين                    | جوهانا ليبيك ليليا (Johanna Lybeck Lilja) | 45,752      | 0.91                     |
| 23 | بولندا                        | 4,095.4                           | 0.86                              | أندرزي دومانسكي               | مارتا كيتلي                               | 42,406      | 0.84                     |
| 24 | النمسا                        | 3,932.0                           | 0.83                              | روبيرت هولزمان                | إيدلترود مؤسسة (Edeltraud Stiftinger)     | 40,772      | 0.81                     |
| 25 | سنغافورة                      | 3,891.9                           | 0.82                              | غان كيم جونغ                  | تشيا دير جيون                             | 40,371      | 0.80                     |

## انتقادات
تعرض صندوق النقد الدولى لبعض الانتقادات من الكتاب والمراقبين الاقتصاديين ومنهم عالم الاقتصاد ميشيل تشوسودوفيسكي، الذي أكد أن برنامج صندوق النقد الدولي قد يترك البلد في بعض الأحيان فقيراً كما كانَ من قبل، لكن مع مديونية أكبر وصفوة حاكمة أكثر ثراءً.
وانتقد الاقتصادي الأمريكي جوزيف ستيغليتز، كبير الاقتصاديين في البنك الدولي الحائز على جائزة نوبل وأحد أهم مساعدي الرئيس الأسبق بيل كلينتون، صندوق النقد الدولي في أحد أبحاثه مؤكداً أن القروض التي تقدم من الصندوق إلى الدول تكون ضارة في حالات كثيرة خاصة التي توجه إلى الدول النامية ودول العالم الثالث.
ومن ضمن الانتقادات الموجهة أيضاً للصندوق سطوة الولايات المتحدة الأمريكية على البنك وتحكمها وقدرتها على إعطاء القرض من عدمه لأي دولة، حيث أنها الدولة الوحيدة التي تمتلك حق الفيتو من بين الدول الأعضاء.
ومن الانتقادات الأخرى أن صندوق النقد يتبنى سياسات رأسمالية تساعد على السوق الحر، فهو يرفض أية قيود من الدول المقترضة على النقد الأجنبي، وضد الرقابة على الصرف، وضد أي تدخل من الحكومات على السياسات النقدية، ويشجع أيضاً بشكل مباشر القطاع الخاص واقتصاد السوق الحر، حيث يعطي نفس التوصيات والنصائح لكل الدول، مما لا يعطي أية مساحات للدول التي قد يكون وضعها الاقتصادي والاجتماعي مختلفاً إلى حد كبير مع نظيرتها من الدول المقترضة الأخرى.
ورغم أنّ صندوق النقد الدولي التابع للأمم المتحدة، دوره دعم الاقتصاد العالمي، والمعاملات التجارية بين البلاد المختلفة، فإنّه عادة ما يتم اتهامه بكونه أحد أدوات الشركات العالمية لبناء إمبراطورية تسيطر على اقتصاد العالم، وتهزم الدول، «ونهب وتدمير اقتصاد الدول النامية»، وفقاً لـ«جون بيركنز»، مؤلف كتاب «اعترافات قاتل اقتصادي» الذي ترجم إلى ثلاثين لغة بما فيها اللغة العربية التي صدر فيها تحت عنوان: «الاغتيال الاقتصادي للأمم».
ويوضح بيركنز أنه «على الدول التي توافق على شروط صندوق النقد أن تقبل مجموعة مفاهيم جديدة: تحرير التجارة، حقوق المستهلك، الخصخصة الكاملة للصحة والتعليم والمياه والكهرباء».
ويقول: هناك طريقتان لاحتلال أو تفتيت أي بلد تريد أمريكا السيطرة عليه وعلى ثرواته: الأولى بالقوة أي باحتلاله، والثانية: بقتله اقتصادياً، أي بالخصخصة، وإغراقه بالديون، وبخضوعه للبنك الدولي، ويسيل اللعاب الأمريكي لاستيلاء على النفط أينما وجد، والجلوس على آباره لنهبها، إما برشوة أصحابه، أو بتخويفهم بإبعادهم عن كراسيهم، إذا ما حاولوا تأميمه، أو إبعاد أمريكا عن منابعه.
وقد وصفت المسؤولة السابقة في برنامج الأمم المتحدة للتنمية «إيزابيل غرامبرغ» السياسات التي يفرضها الصندوق على الدول الأعضاء لا سيما النامية منها، والتي تؤدي في أكثر الأحيان إلى ارتفاع لمعدل البطالة، وانخفاض في القدرة الشرائية، وتبعية خاصة غذائية، ويضاف إليها تفكك للأنظمة الإنتاجية في العديد من الدول، وصفت هذه الأمور بالجريمة، معتبرة أن صندوق النقد الدولي ليس مشاركاً بها فقط، بل إنه المايسترو الذي يدير نظاماً شاملاً يسحب الأموال من الفقراء ليمول إنفاق أقلية غنية من الناس، والنتيجة هي انخفاض الدخل الوطني في البلدان النامية إلى حده الأدنى جراء تطبيق سياسات الصندوق، بالمقابل يزداد الدخل الوطني في البلدان الصناعية إلى حده الأقصى.
كما أكد الدكتور صلاح هاشم، أستاذ التنمية والتخطيط في جامعة الفيوم، ورئيس الاتحاد المصري لسياسات التنمية، أنه، على مدار 90 سنة من وجود الصندوق، ما من دولة حصلت على قرض منه وحققت عائداً تنموياً ملموساً. وأشار إلى أن كل الدول التي حصلت على قروض من الصندوق لا تستطيع تحقيق نهضة اقتصادية أو تنموية، فالقرض يدمر الاقتصاد، ويؤدي إلى تآكل الطبقة الوسطى لتهبط إلى طبقة الفقراء، وتتقلص طبقة الأغنياء.
ويقول الخبير الألماني أرنست فولف – أستاذ الفلسفة في جامعة بريتوريا – في كتابه «صندوق النقد الدولي: قوة عظمى في الساحة العالمية» إن الصندوق قد استغل تراجع اقتصادات الدول الناشئة وأجرى مفاوضات مع حكوماتها لضمان سَداد ديونها المُتراكمة للمصارف العالمية. ويقول بوضوح جليّ: «من الناحية الرسمية تكمن وظيفة الصندوق الأساسية في العمل على استقرار النظام المالي، وفي مساعدة البلدان المأزومة على تلافي ما تعانيه من مشاكل، غير أن تدخلاته تبدو في الواقع أشبه ما تكون بغزوات جيوش متحاربة، وكان في كل تدخلاته ينتهك سيادة هذه الدولة أو تلك، ويجبرها على تنفيذ إجراءات ترفضها الأغلبية العظمى للمواطنين، وتخلف وراءها مساحة عريضة من خراب اقتصادي واجتماعي. وفي كل هذه التدخلات لم يستخدم الصندوق أسلحة أو جنوداً، بل كان يستعين بوسيلة غاية في البساطة، وبواحدة من آليات النظام الرأسمالي، أعني عملية التمويل».
ويتناول كتاب «ثلاثية الشر في مصر: الاحتكار.. مافيا التجار.. صندوق النقد الدولي» للكاتب الصحفي حمدي الجمل رئيس القسم الاقتصادي بالأهرام العربي؛ الآليات الخبيثة التي ينتهجها صندوق النقد الدولي لإيقاع الدول في شباكه، ويستشهد على ذلك بمهاتير محمد رئيس وزراء ماليزيا الأسبق، عندما سُئل كيف نهضت ماليزيا؟ فقال: «خالفت توصيات صندوق النقد الدولي، وفعلت عكس ما طلبه من إجراءات».

## وصلات خارجية
- الموقع الرسمي لصندوق النقد الدولي